# Прат (Германия)
Прат (нем. Prath) — община в Германии, в земле Рейнланд-Пфальц. 
Входит в состав района Рейн-Лан. Подчиняется управлению Лорелай.  Население составляет 328 человек (на 31 декабря 2010 года). Занимает площадь 4,33 км².